# Ejército Rebelde
L'Esercito Ribelle (in spagnolo: Ejército Rebelde), fu un'organizzazione paramilitare di Cuba, braccio armato del Movimento del 26 luglio durante la Rivoluzione cubana.

## Storia
Le origini dell'Ejército Rebelde risalgono ai sopravvissuti dello sbarco del Granma avvenuto il 2 dicembre 1956 a Playa Las Coloradas nella provincia di oriente. Sotto il comando di Fidel Castro, Raúl Castro, Huber Matos, Ernesto Che Guevara, Juan Almeida Bosque e Camilo Cienfuegos l'esercito guerrigliero fu in grado di attraversare tutta l'isola rendendosi vittorioso nella Battaglia di Yaguajay e la Battaglia di Santa Clara raggiungendo L'Avana il 2 gennaio 1959.
In seguito alla vittoria della rivoluzione l'Ejército Rebelde conflui nelle Forze Armate Rivoluzionarie cubane.